# Аэрогеофизическая разведка
Аэрогеофизическая разведка — совокупность методов изучения естественных (или искусственно возбуждаемых) магнитных, электрических и других физических полей Земли аппаратурой, установленной на летательном аппарате (самолёте или вертолёте). В зависимости от исследуемого поля различают аэрогаммасъёмку, аэромагнитную съёмку, аэроэлектроразведку. Применяется для поисков месторождений полезных ископаемых, геологического картирования и тектонического районирования.